# 陈宝生
陈宝生（1956年5月—），甘肃兰州人，1974年5月参加工作，1984年11月加入中国共产党。北京大学经济系政治经济学专业毕业，中共中央党校政治学专业在职研究生学历。曾任中華人民共和國教育部部長。中共第十七届中央候补委员、第十八、十九届中央委员。

## 簡歷
1978年至1982年，北京大学经济系政治经济学专业。历任中共甘肃省委经济部处长，甘肃省政府政策研究室副主任、主任，省政府发展研究中心副主任、主任，省政府副秘书长，酒泉地委书记等职。
2002年4月获任甘肃省委常委，兼任宣传部部长。
2004年11月改兼中共兰州市委书记，次年3月当选市人大常委会主任。
2008年6月调往中央，任中共中央党校副校长。其后的两任兰州市委书记陆武成、虞海燕皆因贪腐问题落马。陈宝生任中央党校副校长期间，中央党校的校长是时任中央政治局常委和中央书记处书记的习近平。
2013年3月20日，调任国家行政学院党委书记、副院长。
2016年7月任教育部部长、党组书记。
2018年3月连任教育部长，但仅获得2908票赞成票，为所有国务院组成人员中得票最低的；反对票为47票，弃权票14票，均为所有国务院组成人员最高。
2021年8月20日，已经年满65岁的陈宝生被免去教育部部长职务。同年9月，增补为第十三届全国政协委员、全国政协文化文史和学习委员会副主任。
2023年3月，陈宝生当选第十四届全国政协常委、教科卫体委员会主任。

## 争议

### 刪改歷史教科書之爭議
2018年1月初，网上传出消息，中国教育部组织编写的一套新版初中历史教材，因删改“文化大革命”内容而引起巨大争议。

### 言论争议
2016年12月9日，陈宝生在中共中央国家机关工作委员会主办的杂志《紫光阁》上刊发文章，宣扬要在教育界内加强对意识形态工作的领导，并宣称“敌对势力的渗透首先选定的是教育系统，是校园。” 这篇文章发表后遭到一些学者的质疑，中国人民大学的张鸣教授在微博中发帖反问：“教育界既然是被敌对势力渗透的重点，那么，能不能说说，这个敌对势力，包含哪些国家？教育界的敌对分子，到底占教师的多大比例，到底有哪些人？”12月12日，学者蔡慎坤也在新浪财经头条发表题为《究竟谁是中国的“敌对势力”》的评论文章，对陈宝生的论调进行反击。文章讽刺说，“‘敌对势力’在中国，总能找到可乘之机，大至民族问题乃至上层权力之争，小至公民维权乃至爆炸起火垮桥拆迁城管打人之事，事后总有声音发出来，跟所谓“敌对势力”扯上关系。包括我们呼吸的雾霾，我们所吃的有毒食品，没有免费的义务教育，大病得不到救助，养老得不到保障，甚至于买不起房看不起病读不起书，特别是从上到下有目共睹的腐败，或许都跟“敌对势力”脱不了关系。”